# Birgitta Axelsson
Birgitta Axelsson, född 16 mars 1961 är en svensk volleybollspelare (spiker).  Hon spelade 166 landskamper (1979-1991). Hon tillhörde de första 12 spelare som valdes in i svensk volleybolls hall of fame 2021. På klubbnivå spelade hon för Corona VK (moderklubb) och Sollentuna VK. Hon vann tio SM-guld inom inomhusvolleyboll och fyra SM-guld i beachvolley (det senare i par med Eva Hansen-Hoszek). Som ung spelade hon även fotboll med Huddinge IF och vann med dem Sankt Erikscupen för sin årskull 1972